# (10057) L'Obel
(10057) L'Obel est un astéroïde de la ceinture principale.

## Description
(10057) L'Obel est un astéroïde de la ceinture principale. Il fut découvert le 11 février 1988 à La Silla par Eric Walter Elst. Il présente une orbite caractérisée par un demi-grand axe de 2,37 UA, une excentricité de 0,14 et une inclinaison de 4,0° par rapport à l'écliptique.
Il porte le nom du naturaliste flamand Matthias de L'Obel (1538-1616).

## Compléments